# Rifaina
Rifaina este un oraș în São Paulo (SP), Brazilia.